# Félix Berten
Félix Joseph Berten (Poperinge, 2 april 1812 - 23 februari 1905) was een Belgisch volksvertegenwoordiger en burgemeester.

## Levensloop
Berten was de zoon van notaris en gemeenteraadslid Félix-Jacques Berten en van Reine Dupuis. Hij bleef vrijgezel.
Beroepshalve was hij notaris in Poperinge (1845-1874). Hij werd gemeenteraadslid van Poperinge (1848-1903), schepen (1848-1870) en burgemeester (1871-1903).
In 1871 werd hij verkozen tot katholiek volksvertegenwoordiger van het arrondissement Ieper, in opvolging (zoals voor het burgemeesterschap) van Charles-Louis Van Renynghe. Hij bleef zetelen tot in 1896.